# Fernando Moraleda Quílez
Fernando Moraleda Quílez (Ciudad Real, España, 1956) es un sindicalista y político español.

## Biografía
Es licenciado en Ciencias Químicas, especializado en Bioquímica por la Universidad Complutense de Madrid.
Fue miembro del Gabinete Técnico de la Federación de Trabajadores de la Tierra y del Gabinete Técnico de la Unión General de Trabajadores. Desde 1987 fue Secretario General de la Unión de Pequeños Agricultores y Ganaderos (UPA), siendo reelegido en cinco congresos.
En el año 2000 fue miembro del Comité Económico y Social Europeo, y fue reelegido en 2002.
En abril de 2004, al comenzar la VIII Legislatura, fue nombrado secretario general de Agricultura y Alimentación, hasta septiembre de 2005, cuando fue nombrado Secretario de Estado de Comunicación, cargo que ocupó hasta abril de 2008.
Fue diputado del Partido Socialista Obrero Español por la circunscripción electoral de Ciudad Real durante la IX Legislatura.
Desde 2017 es asesor senior y director de la oficina de gestión de proyectos Next Generation en la multinacional de comunicación LLYC, estando involucrado en actividades de lobby, especialmente en el sector cárnico, para la gestión de los fondos de la Unión Europea para la recuperación económica.

## Fuente
- Diputado PSOE por Ciudad Real. Congreso de los Diputados